# ميلوش نينكوفيتش
ميلوش نينكوفيتش (بالسيريلية الصربية: Милош Нинковић) (مواليد 25 ديسمبر 1984 في بلغراد) لاعب كرة قدم صربي يلعب حاليا لصالح نادي دينامو كييف الأوكراني .

## روابط خارجية
- ميلوش نينكوفيتش على موقع الاتحاد الدولي (مؤرشف)  (الإنجليزية)
- ميلوش نينكوفيتش على موقع الاتحاد الأوربي (الإنجليزية)
- ميلوش نينكوفيتش على موقع اتحاد أوكرانيا (الإنجليزية)
- ميلوش نينكوفيتش على موقع قاعدة بيانات كرة القدم.إي يو (الإنجليزية)
- ميلوش نينكوفيتش على موقع ناشيونال فوتبول تيمز (الإنجليزية)
- ميلوش نينكوفيتش على موقع Soccerway.com (الإنجليزية)
- ميلوش نينكوفيتش على موقع عالم كرة القدم.نت (الإنجليزية)
- ميلوش نينكوفيتش على موقع AS.com (الإسبانية)